# Dingy-Saint-Clair
Dingy-Saint-Clair és un municipi francès situat al departament de l'Alta Savoia i a la regió d'Alvèrnia-Roine-Alps. L'any 2007 tenia 1.216 habitants.

## Demografia

### Població
El 2007 la població de fet de Dingy-Saint-Clair era de 1.216 persones. Hi havia 416 famílies de les quals 79 eren unipersonals (54 homes vivint sols i 25 dones vivint soles), 104 parelles sense fills, 212 parelles amb fills i 21 famílies monoparentals amb fills.
La població ha evolucionat segons el següent gràfic:
Habitants censats

### Habitatges
El 2007 hi havia 555 habitatges, 429 eren l'habitatge principal de la família, 104 eren segones residències i 22 estaven desocupats. 500 eren cases i 54 eren apartaments. Dels 429 habitatges principals, 361 estaven ocupats pels seus propietaris, 54 estaven llogats i ocupats pels llogaters i 14 estaven cedits a títol gratuït; 2 tenien una cambra, 25 en tenien dues, 59 en tenien tres, 103 en tenien quatre i 240 en tenien cinc o més. 406 habitatges disposaven pel capbaix d'una plaça de pàrquing. A 134 habitatges hi havia un automòbil i a 277 n'hi havia dos o més.

### Piràmide de població
La piràmide de població per edats i sexe el 2009 era:
| Homes | Edats   | Dones |
| ----- | ------- | ----- |
| 0     | 95 o +  | 0     |
| 4     | 90 a 94 | 0     |
| 0     | 85 a 89 | 12    |
| 4     | 80 a 84 | 0     |
| 12    | 75 a 79 | 4     |
| 8     | 70 a 74 | 24    |
| 0     | 65 a 69 | 16    |
| 28    | 60 a 64 | 8     |
| 12    | 55 a 59 | 32    |
| 40    | 50 a 54 | 24    |
| 24    | 45 a 49 | 32    |
| 48    | 40 a 44 | 52    |
| 36    | 35 a 39 | 32    |
| 52    | 30 a 34 | 40    |
| 40    | 25 a 29 | 20    |
| 28    | 20 a 24 | 12    |
| 20    | 15 a 19 | 32    |
| 40    | 10 a 14 | 36    |
| 44    | 5 a 9   | 16    |
| 36    | 0 a 4   | 28    |

## Economia
El 2007 la població en edat de treballar era de 793 persones, 618 eren actives i 175 eren inactives. De les 618 persones actives 587 estaven ocupades (328 homes i 259 dones) i 31 estaven aturades (11 homes i 20 dones). De les 175 persones inactives 53 estaven jubilades, 79 estaven estudiant i 43 estaven classificades com a «altres inactius».

### Ingressos
El 2009 a Dingy-Saint-Clair hi havia 453 unitats fiscals que integraven 1.290 persones, la mediana anual d'ingressos fiscals per persona era de 23.623 €.

### Activitats econòmiques
Dels 69 establiments que hi havia el 2007, 1 era d'una empresa extractiva, 1 d'una empresa alimentària, 5 d'empreses de fabricació d'altres productes industrials, 14 d'empreses de construcció, 10 d'empreses de comerç i reparació d'automòbils, 1 d'una empresa de transport, 3 d'empreses d'hostatgeria i restauració, 2 d'empreses d'informació i comunicació, 1 d'una empresa financera, 3 d'empreses immobiliàries, 19 d'empreses de serveis, 5 d'entitats de l'administració pública i 4 d'empreses classificades com a «altres activitats de serveis».
Dels 13 establiments de servei als particulars que hi havia el 2009, 2 eren paletes, 1 guixaire pintor, 4 fusteries, 1 lampisteria, 1 electricista, 1 empresa de construcció, 2 restaurants i 1 agència immobiliària.
L'any 2000 a Dingy-Saint-Clair hi havia 26 explotacions agrícoles que ocupaven un total de 204 hectàrees.

## Equipaments sanitaris i escolars
El 2009 hi havia 1 escola maternal i 1 escola elemental.

## Poblacions més properes
El següent diagrama mostra les poblacions més properes.